# Prvenstvo Osječkog nogometnog podsaveza – II. razred 1929./30.
II. razred prvenstva Osječkog nogometnog podsaveza u sezoni 1929./30., igran za klubove s područja Osijeka.  
 
Sudjelovalo je pet klubova, a prvak je bio klub "Makabi" iz Osijeka. 

## Sustav natjecanja
Pet klubova je igralo dvokružnu ligu (10 kola, 8 utakmica po momčadi). 

## Ljestvica
| mj. | klub                         | ut. | pob. | ner. | por. | gol+ | gol- | bod | 1930./31.  |
| --- | ---------------------------- | --- | ---- | ---- | ---- | ---- | ---- | --- | ---------- |
| 1.  | Makabi Osijek                | 8   | 7    | 1    | 0    | 23   | 3    | 15  | I. razred  |
| 2.  | Grafičar Osijek              | 8   | 5    | 1    | 2    | 25   | 8    | 11  | II. razred |
| 3.  | Olimpija Osijek              | 8   | 3    | 1    | 4    | 16   | 16   | 7   | II. razred |
| 4.  | Viktorija (Osijek - Retfala) | 8   | 2    | 2    | 4    | 9    | 23   | 6   | II. razred |
| 5.  | Croatia Osijek               | 8   | 0    | 1    | 7    | 5    | 28   | 1   | II. razred |

## Rezultatska križaljka
| kratica | klub                         | CRO | GRA | MAK | OLI | VIK |
| --- | ---------------------------- | --- | --- | --- | --- | --- |
| CRO | Croatia Osijek               |     |     |     |     |     |
| GRA | Grafičar Osijek              |     |     |     |     |     |
| MAK | Makabi Osijek                |     |     |     |     |     |
| OLI | Olimpija Osijek              |     |     |     |     |     |
| VIK | Viktorija (Osijek - Retfala) |     |     |     |     |     |
| |                              |     |     |     |     |     |
| podebljan rezultat - utakmice od 1. do 5. kola (1. utakmica između klubova) rezultat normalne debljine - utakmice od 6. do 10. kola (2. utakmica između klubova) rezultat nakošen - nije vidljiv redoslijed odigravanja međusobnih utakmica iz dostupnih izvora rezultat smanjen * - iz dostupnih izvora nije uočljiv domaćin susreta prekrižen rezultat - poništena ili brisana utakmica p - utakmica prekinuta 3:0 p.f. / 0:3 p.f. - rezultat 3:0 bez borbe n.i. - nije igrano |                              |     |     |     |     |     |

 Izvori: